# Michael Ludwig Anton Rohrer

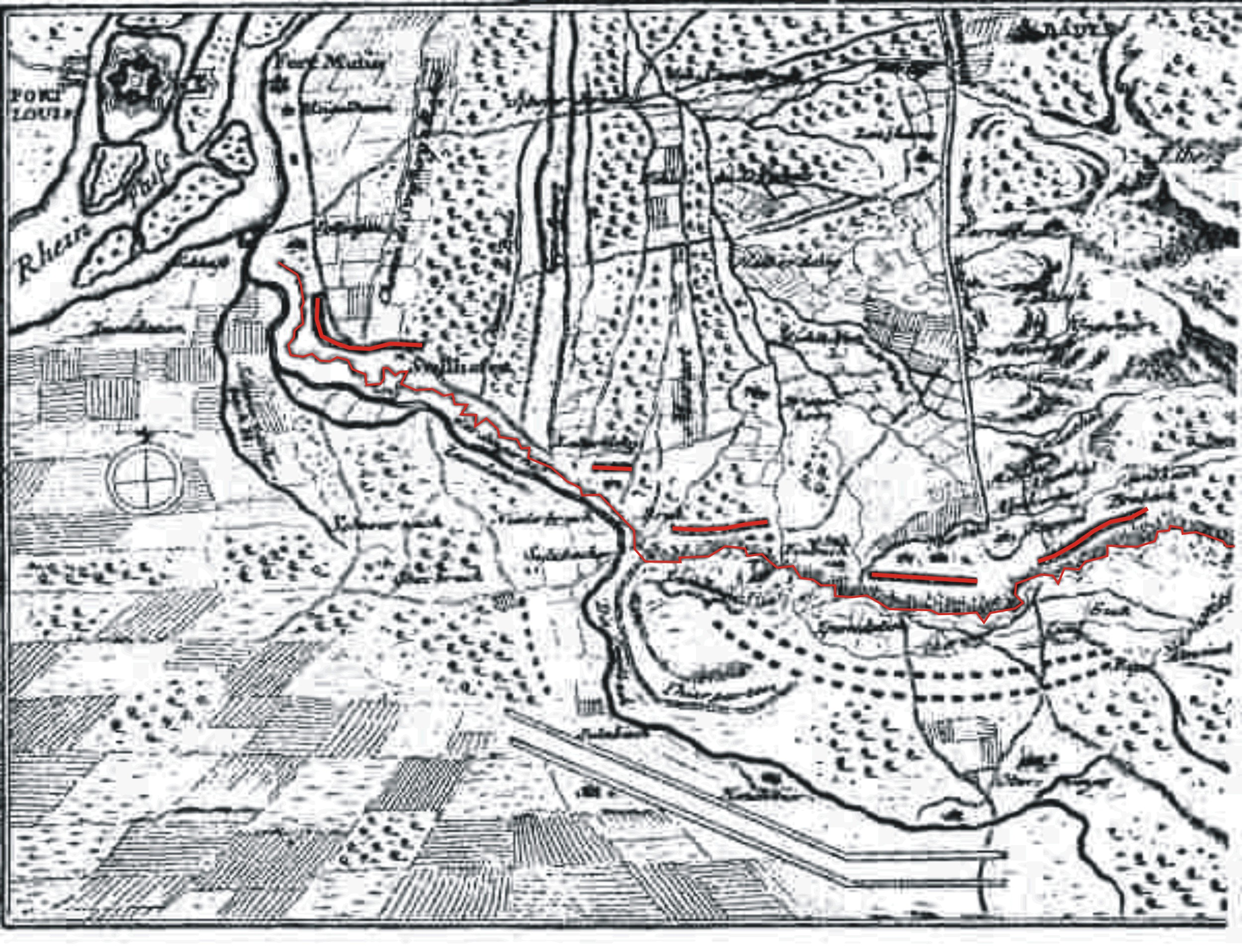
Bühl-Stollhofener Linien um 1705

Michael Ludwig Anton Rohrer (* um 1650 in Tissau, Böhmen; † 1715 in Rastatt) war ein Brunnenmeister und Baumeister in Böhmen, später in Rastatt.

## Leben
Rohrer stammt aus der Rohrermühle an der Tepla bei Tissau. Er erlernte zunächst die Berufe eines Müllermeisters und Zimmerermeisters. Später wirkte er im Dienste der Markgrafen von Baden-Baden in deren Residenzen Schlackenwerth und Theusing. Im Schlosspark von Schlackenwerth schuf der „alte Rohrer“ die Menagerie.
Mit der Rückverlegung der Residenz nach Rastatt folgte Rohrer ins Badische. Er wurde um 1700 mit der Planung und dem Bau der Stollhofener Linien beauftragt, einer Befestigungslinie im Badischen gegen aus dem Westen eindringende feindliche Truppen.
Die Bühl-Stollhofener Linien begannen im Oberbühlertal, führten über Roßbühl (Bühler Stein) und Klotzberg zum Schänzel, dann um Bühl im Süden herum und endeten am Rhein bei Söllingen gegenüber von Fort-Louis.
Michael Ludwig Anton Rohrer ist der Vater der beiden bekannten Architekten Johann Peter Ernst Rohrer und dessen Bruder Johann Michael Ludwig Rohrer, den erfolgreichen Hofbaumeistern von Markgräfin Franziska Sibylla Augusta. Beide Brüder wurden in Tissau in Böhmen geboren und folgten Franziska Sibylla Augusta nach Rastatt.
| Personendaten    | Personendaten                |
| ---------------- | ---------------------------- |
| NAME             | Rohrer, Michael Ludwig Anton |
| KURZBESCHREIBUNG | Baumeister                   |
| GEBURTSDATUM     | um 1650                      |
| GEBURTSORT       | Tissau                       |
| STERBEDATUM      | 1715                         |
| STERBEORT        | Rastatt                      |